# Eugene Price
Pour les articles homonymes, voir Price.
Eugene Price est un scénariste américain né le 26 septembre 1932 à Guthrie, Oklahoma (États-Unis), mort le 28 mars 2001 à Putney (Vermont).

## Filmographie
- 1967 : The Games People Play
- 1971 : Guess What We Learned in School Today?
- 1972 : Corky, un adolescent pas comme les autres
- 1972 : Les Rues de San Francisco (TV)
- 1972 : The Stoolie
- 1974 : Lucas Tanner (TV)
- 1974 : Panic on the 5:22 (TV)
- 1976 : The Oregon Trail (TV)
- 1976 : Carambolages (Smash-Up on Interstate 5) (TV)
- 1979 : The Concrete Cowboys (TV)
- 1982 : Money on the Side (TV)